# 1980-as Formula–1 argentin nagydíj
Az argentin nagydíj Nagydíj volt az 1980-as Formula–1 világbajnokság szezonnyitó futama.

## Futam
| Helyezés | #  | Versenyző             | Csapat/Motor    | Körök | Idő/Kiesés oka    | Rajthely | Pontszám |
| -------- | -- | --------------------- | --------------- | ----- | ----------------- | -------- | -------- |
| 1        | 27 | Alan Jones            | Williams-Ford   | 53    | 1:43:24,38        | 1        | 9        |
| 2        | 5  | Nelson Piquet         | Brabham-Ford    | 53    | +24,59            | 4        | 6        |
| 3        | 21 | Keke Rosberg          | Fittipaldi-Ford | 53    | +1:18,64          | 13       | 4        |
| 4        | 4  | Derek Daly            | Tyrrell-Ford    | 53    | +1:23,48          | 22       | 3        |
| 5        | 23 | Bruno Giacomelli      | Alfa Romeo      | 52    | +1 kör            | 20       | 2        |
| 6        | 8  | Alain Prost           | McLaren-Ford    | 52    | +1 kör            | 12       | 1        |
| 7        | 6  | Ricardo Zunino        | Brabham-Ford    | 51    | +2 kör            | 16       |          |
| Kiesett  | 22 | Patrick Depailler     | Alfa Romeo      | 46    | Motorhiba         | 23       |          |
| Kiesett  | 1  | Jody Scheckter        | Ferrari         | 45    | Motorhiba         | 11       |          |
| HN       | 14 | Clay Regazzoni        | Ensign-Ford     | 44    | Helyezés nélkül   | 15       |          |
| HN       | 20 | Emerson Fittipaldi    | Fittipaldi-Ford | 37    | Helyezés nélkül   | 24       |          |
| Kiesett  | 2  | Gilles Villeneuve     | Ferrari         | 36    | Baleset           | 8        |          |
| Kiesett  | 26 | Jacques Laffite       | Ligier-Ford     | 30    | Motorhiba         | 2        |          |
| Kiesett  | 29 | Riccardo Patrese      | Arrows-Ford     | 27    | Motorhiba         | 7        |          |
| Kiesett  | 9  | Marc Surer            | ATS-Ford        | 27    | Tűz               | 21       |          |
| Kiesett  | 11 | Mario Andretti        | Lotus-Ford      | 20    | Üzemanyagrendszer | 6        |          |
| Kiesett  | 30 | Jochen Mass           | Arrows-Ford     | 20    | Váltó             | 14       |          |
| Kiesett  | 28 | Carlos Reutemann      | Williams-Ford   | 12    | Motorhiba         | 10       |          |
| Kiesett  | 12 | Elio de Angelis       | Lotus-Ford      | 7     | Felfüggesztés     | 5        |          |
| Kiesett  | 7  | John Watson           | McLaren-Ford    | 5     | Váltó             | 17       |          |
| Kiesett  | 15 | Jean-Pierre Jabouille | Renault         | 3     | Váltó             | 9        |          |
| Kiesett  | 16 | René Arnoux           | Renault         | 2     | Felfüggesztés     | 19       |          |
| Kiesett  | 25 | Didier Pironi         | Ligier-Ford     | 1     | Motorhiba         | 3        |          |
| Kiesett  | 3  | Jean-Pierre Jarier    | Tyrrell-Ford    | 1     | Ütközés           | 18       |          |
| Kizárva  | 18 | Dave Kennedy          | Shadow-Ford     |       |                   |          |          |
| Kizárva  | 17 | Stefan Johansson      | Shadow-Ford     |       |                   |          |          |
| Kizárva  | 10 | Jan Lammers           | ATS-Ford        |       |                   |          |          |
| Kizárva  | 31 | Eddie Cheever         | Osella-Ford     |       |                   |          |          |

## A világbajnokság élmezőnyének állása a verseny után
| H  | Versenyzők       | Pont | H  | Konstruktőrök | Pont |
| -- | ---------------- | ---- | -- | ------------- | ---- |
| 1. | Alan Jones       | 9    | 1. | Williams      | 9    |
| 2. | Nelson Piquet    | 6    | 2. | Brabham       | 6    |
| 3. | Keke Rosberg     | 4    | 3. | Fittipaldi    | 4    |
| 4. | Derek Daly       | 3    | 4. | Tyrrell       | 3    |
| 5. | Bruno Giacomelli | 2    | 5. | Alfa Romeo    | 2    |

## Statisztikák
Vezető helyen:
- Alan Jones: 41 (1-17 / 30-53)
- Jacques Laffite: 12 (18-29)

Alan Jones 6. győzelme, 4. pole-pozíciója, 3. leggyorsabb köre, 2. mesterhármasa (gy, pp, lk)
- Williams 6. győzelme.

Alain Prost és Stefan Johansson első versenye.
Mario Andretti és Jody Scheckter 100. versenye.